# Dynatosoma sapporoense
Dynatosoma sapporoense är en tvåvingeart som beskrevs av Toyohi Okada 1939. Dynatosoma sapporoense ingår i släktet Dynatosoma och familjen svampmyggor. Inga underarter finns listade i Catalogue of Life.